# Ÿ

Gemenformen av ligaturen Ĳ kan skrivas antingen ĳ, ÿ eller y i kursiv handskrift.

Ÿ (gemenform: ÿ) är ett Y med trema. Den används i kymriska, i vissa egennamn i franska och tyska, ibland i nederländska i stället för Ĳ, samt ibland vid transkribering av αυ från grekiska då detta inte är en diftong. Den har även historiskt använts i bland annat svenska som ligatur för ij eller för y‑ljud, och i turkmeniska.